# Liste des maires du Creusot
Cet article dresse une liste par ordre de mandat des maires du Creusot.

## Liste des maires

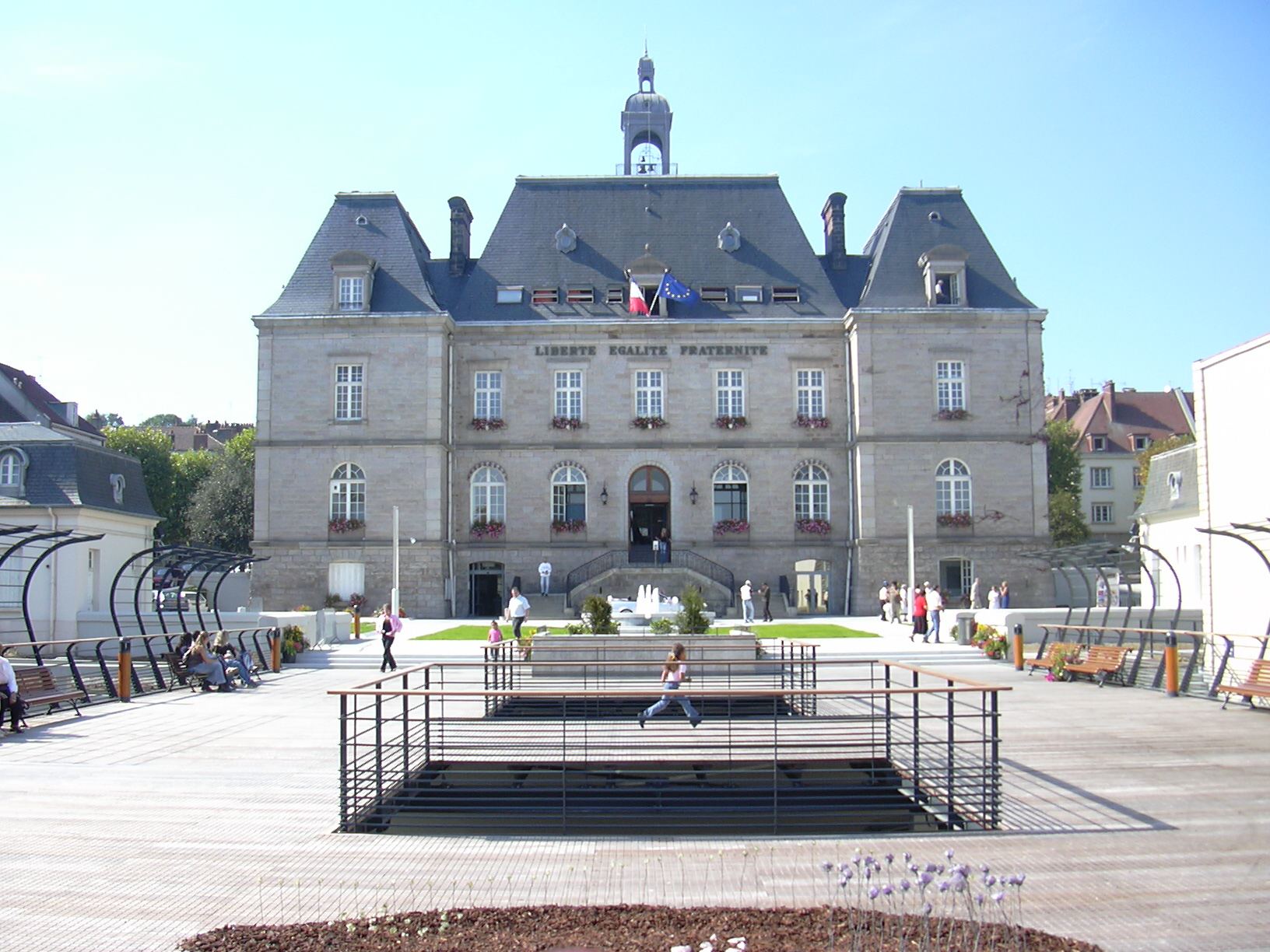
L'hôtel de ville du Creusot.

| Période                                  | Période  | Identité                    | Étiquette    | Qualité |
| ---------------------------------------- | -------- | --------------------------- | ------------ | --- |
| Les données manquantes sont à compléter. |          |                             |              | |
| 1790                                     |          | François Ignace de Wendel   |              | Maître de forges |
| 1793                                     |          | François Auge               |              | |
| 1815                                     |          | Jean-François Chagot        |              | |
| 1825                                     |          | Henri Marie-François Chagot |              | |
| 1831                                     |          | Louis Hippolyte Chagot      |              | |
| 1832                                     |          | Henri Pognon                |              | Chef comptable des forges du Creusot |
| 1841                                     |          | Adolphe Schneider           |              | Copropriétaire des forges du Creusot |
| 1845                                     |          | Désiré Lemonnier            |              | Directeur des forges du Creusot |
| 1855                                     |          | Alfred Deseilligny          |              | Gendre d'Eugène Schneider et Directeur des forges du Creusot                                                                                     |
| 1866                                     |          | Eugène Schneider            |              | Copropriétaire des forges du Creusot |
| 1870                                     |          | Jean-Baptiste Dumay         | AIT          | Nommé par le préfet |
| 1871                                     |          | Henri Schneider             |              | Copropriétaire des forges du Creusot |
| 1896                                     |          | Eugène Schneider            |              | Copropriétaire des forges du Creusot |
| 1900                                     |          | M. Rebillard                |              | Docteur Soutenu par l'usine (élu sur une liste sur laquelle figure Eugène II Schneider)                                                          |
| 1919                                     | 1925     | Marcel Bichet               |              | Docteur |
| 1925                                     | 1929     | Paul Faure                  | SFIO         | |
| 1929                                     | 1944     | Victor Bataille             | Rad.ind.     | Soutenu par l'usine Conseiller général (1928-1944) Président du conseil départemental (1942-1944) Député (1932-1942)                             |
| 1944                                     | 1947     | Marcel Jacquemin            | SFIO         | Désigné par le comité de libération de la ville                                                                                                  |
| 1947                                     | 1966     | Jean Garnier                | RPF puis UNR | Docteur en médecine Conseiller général (1951-1966) Député de Saône-et-Loire (1958-1962)                                                          |
| 1966                                     | 1977     | Henri Lacagne               | UDR          | |
| 1977                                     | 1995     | Camille Dufour              | PS           | Tourneur-fraiseur, syndicaliste CFDT |
| 1995                                     | 2016,    | André Billardon             | PS           | Professeur de mathématiques |
| 22 janvier 2016                          | en cours | David Marti                 | PS           | 1er adjoint au maire. Président de la Communauté urbaine. A succédé en 2016 à son prédecesseur démissionnaire puis a été élu maire en mars 2020. |